# Gmina Eda
Gmina Eda (szw. Eda kommun) – gmina w Szwecji, w regionie Värmland, z siedzibą w Charlottenberg.
Pod względem zaludnienia Eda jest 237. gminą w Szwecji. Zamieszkuje ją 8646 osób, z czego 49,47% to kobiety (4277) i 50,53% to mężczyźni (4369). W gminie zameldowanych jest 1562 cudzoziemców. Na każdy kilometr kwadratowy przypada 10,49 mieszkańca. Pod względem wielkości gmina zajmuje 125. miejsce.